# 吉野村 (山形県)
吉野村（よしのむら）は山形県東置賜郡にあった村。現在の南陽市の北端、吉野川上流域にあたる。

## 地理
- 山：大鷹山、鷹戸屋山、大窪山、白鷹山、烏帽子山、黒森山、高平山、中ノ森山
- 河川：吉野川

## 歴史
- 1889年（明治22年）4月1日 - 町村制の施行により、荻村、金山村、太郎村、小滝村の区域をもって発足。
- 1891年（明治24年）4月14日 - 大字金山が分立して金山村が発足。
- 1955年（昭和30年）2月1日 - 宮内町・漆山村・金山村と合併し、改めて宮内町が発足。同日吉野村廃止。

## 交通

### 道路
- 小滝街道（現・国道348号、山形県道5号山形南陽線）